# Sakizaya

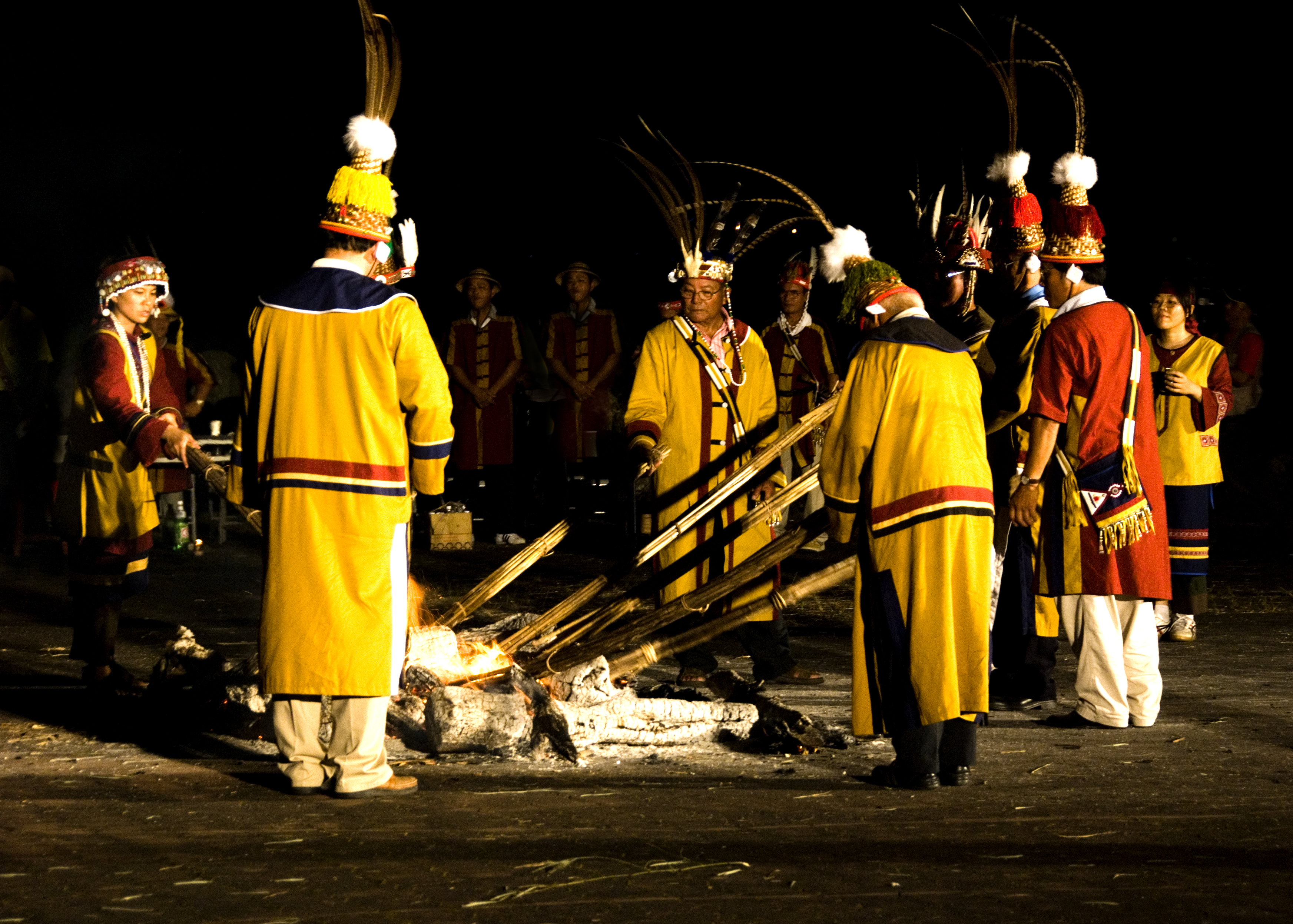
Aborigènes Sakizaya réalisant Palamal, la cérémonie du feu

Les Sakizaya, ou encore Sakiraya ou Sakiray (chinois : 撒奇萊雅) sont l'un des peuples aborigènes de Taïwan, officiellement reconnus par Taïwan. Ils sont près de 900 individus.

## Présentation
Les Sakizaya vivaient à l’origine dans le nord-est de Taïwan. En 1878, sous la dynastie des Qing, on les a déplacés plus au sud par la force, en les dispersant parmi les autres groupes amis. Plus tard, certains sont revenus dans leur région d'origine. Les Sakizaya finiront par adopter certaines coutumes amis.

## Langue
La langue sakizaya est parfois classée comme un dialecte du nataoran ou de l'amis. Le nataoran et l'amis forment le groupe dit « central » de la branche « formosane orientale » des « langues austronésiennes ».